# Miss Mato Grosso 2013
Miss Mato Grosso 2013 foi a 54ª edição do tradicional concurso de beleza feminina de Miss Mato Grosso, válido para a disputa de Miss Brasil 2013, único caminho para o Miss Universo. O evento deste ano contou com a participação de quinze (15) candidatas em busca do título que pertencia à cuiabana Letícia Hauch, vencedora do título no ano anterior. O certame foi realizado no Centro Jovelina de Almeida, em Jaciara, no dia 22 de Junho  e contou com a apresentação do ator Carlos Machado ao vivo pela Rede Cidade Verde. Na ocasião, sagrou-se campeã a representante do Distrito de Vila Operária, pertencente ao município de Rondonópolis, Jakelyne de Oliveira Silva, enfaixada pela Miss Brasil 2012, Gabriela Markus que esteve presente na cerimônia.

## Resultados

### Colocações
| Posição                 | Município e Candidata |
| Vencedora               | - Distrito de Vila Operária - Jakelyne Oliveira |
| 2º. Lugar               | - Alta Floresta - Luanna Ribeiro |
| 3º. Lugar               | - Cuiabá - Lauriane Pires |
| (TOP 08) Semifinalistas | - Jaciara - Camila Gutierrez - Primavera do Leste - Laíza Carvalho - Peixoto de Azevedo - Mônica Justi - Sinop - Priscila Räuber - Itanhangá - Wanessa Jacone |

### Premiações Especiais
Todas as premiações especiais distribuídas este ano:
| Prêmio         | Candidata                    |
| Miss Simpatia  | - Jaciara - Camila Gutierrez |
| Miss Fotogenia | - Cláudia - Solange Machado  |

## Candidatas
Disputaram o título este ano:
| - Alta Floresta - Luanna Ribeiro - Cláudia - Solange Machado - Cuiabá - Lauriane Pires - Diamantino - Dandara de Ifah - Dist. de Vila Operária - Jakelyne Oliveira | - Dom Aquino - Nágila Lopes - Itanhangá - Wanessa Jacone - Jaciara - Camila Gutierrez - Nova Mutum - Aline Rodrigues - Peixoto de Azevedo - Mônica Justi | - Primavera do Leste - Laíza Carvalho - Rondonópolis - Fernanda Milhomem - Sinop - Priscila Räuber - Terra Nova do Norte - Mariana Justi - Várzea Grande - Iêda Fernandes |

## Histórico

### Desistências
- Paranatinga - Emilay Richtic
- Poconé - Aldiany Taynara
- Porto dos Gaúchos - Marcieli Moreira

### Troca
- Diamantino - Edna Motta ► Dandara de Ifah.[4]

## Histórico
Candidatas em outros concursos:
| Miss Brasil Globo - 2012: Vila Operária: Jakelyne Oliveira (Vencedora) - (Representando o Estado de Mato Grosso em Brasília, DF) | Miss Globo Internacional - 2012: Vila Operária: Jakelyne Oliveira (Vencedora) - (Representando o Brasil em Nicósia, no Chipre) |